# Arthur Griffith
Arthur Griffith (Dublin, 31. ožujka 1872. – 12. kolovoza 1922.), irski političar, nacionalist, predsjednik irskog parlamenta i Irske Republike, osnivač i treći vođa Sinn Feina. 
Podupirao je Bure u borbi protiv Britanaca. Kontroverzan je zbog potpore antisemitskim prosvjednicima, te napada na pacifiste i socijaliste. Oženio se nakon petnaest godina zaruka, imao u braku sina i kćer. Sinn Fein je po sudu većine povjesničara osnovan 28. studenog 1905. godine jer je tada Griffith obznanio svoje političke namjere i svoju ideologiju. Prijateljevao je s Collinsom i drugima. Uskrsni ustanak pogreškom je nazivan "pobunom Sinn Feina", iako stranka nije sudjelovala u ustanku.
Nakon 1921. kada je vodio delegaciju koja je potpisala Anglo-irski sporazum, Griffith se bavi politikom smanjenim intenzitetom. Umire od moždanog krvarenja u 50. godini.